# Ordynariat Polowy Boliwii
Ordynariat Polowy Boliwii (hiszp. Obispado Castrense de Bolivia) – ordynariat polowy Kościoła rzymskokatolickiego w Boliwii podległy bezpośrednio Rzymowi. Został erygowany 19 marca 1961 roku.

## Główne świątynie
- Katedra polowa: Katedra Matki Bożej z Lujan w La Paz

## Biskupi polowi
- Luis Aníbal Rodríguez Pardo (1961 - 1975)
- René Fernández Apaza (1975 - 1986)
- Mario Lezana Vaca (1986 - 2000)
- Gonzalo Ramiro del Castillo Crespo OCD (2000 - 2012)
- Oscar Omar Aparicio Céspedes (2012 - 2014)
- Fernando Bascopé Müller SDB (2014 - 2022)